# Hospodin
Hospodin je český a také slovenský výraz, který překladatelé Bible používají jako náhradu za osobní jméno křesťanského Boha, které je v původních rukopisech a pozdějších opisech Bible používáno v podobě čtyř hebrejských písmen JHVH. Pochází ze staroslověnského slova gospodъ a ruského господин, česky „pán“.

## Historie
Z důvodů náboženské úcty ke jménu Božímu došlo k zapomnění původního znění, a to obzvláště po prvním zničení chrámu (587 př. n. l.). JHVH se tak začíná vždy číst s úctou jako adonaj, tj. „Můj Pán“ (tomuto jevu, kdy se čte něco jiného, než je zapsáno, se říká qere k'tív). Se vznikem řeckého překladu pro alexandrijské Židy Septuaginta tento jev přebírá a překládá řeckým Kyrios, "Pán". Byly však nalezeny zlomky Septuaginty (viz např. papyrus Fouad 266) které neobsahují náhradní slovo Kyrios, ale uvádějí přímo Boží jméno v jeho hebrejské podobě, tedy v tetragrammatu JHVH. K onomu nahrazování tedy zjevně nezačalo docházet od počátku vzniku, používání a rozšíření Septuaginty, ale až později. Podobně v 5. století činí Jeroným, když překládá z Origenem revidované Septuaginty latinskou Vulgatu a jméno JHVH překládá jako Dominus.
Ve snaze zachovat jasné čtení textů hebrejských (které se původně skládají jen ze souhlásek) vyvinula škola masoretů v 8.–12. století typ zvokalizování textu. Obecně přijímaný (textus receptus) je dnes tzv. leningradský kodex, v němž je zaznamenána tiberiadská punktace. Masoreti pak opunktovali i tetragrammaton JHVH, ale jelikož nevěděli, jak zní původní tvar, doplnili zde samohlásky pro slovo adonaj.

## Pán
Titul Pán se rovněž často užívá jako náhrada za jméno JHVH. Obdobně se ekvivalenty jména Božího užívají i v jiných jazycích, také s verzálkou na začátku, například řecky Kýrios nebo anglicky Lord. Tyto náhradní tituly vznikaly zejména kvůli tradiční úctě Židů vůči Božímu jménu, kterému se vyhýbaly i křesťanské církve. Proto v Novém zákoně se v citátech starozákonních textů JHVH nahrazuje slovem Kýrios (v češtině Pán). Pán je pro židy a křesťany jedním z titulů pro jediného Boha, totiž Hospodina. Křesťané též označují slovem „Pán“ Ježíše Krista (coby Syna Božího). V křesťanství patří vyznání Ježíše jako svého Pána a Vykupitele k nejstarším formulacím vyznání víry (srov. též Kristus, Mesiáš, Spasitel, beránek Boží apod.)

## Hospodin
Stejně nahrazovaly biblické překlady až do první poloviny 20. století jméno Jahve jménem Hospodin, např.
- Bible kralická: Pojav tedy Hospodin Bůh člověka, postavil jej v ráji [v zemi] Eden, aby jej dělal a ostříhal ho.  Archivováno 15. 9. 2014 na Wayback Machine.
- Český ekumenický překlad: Hospodin Bůh postavil člověka do zahrady v Edenu, aby ji obdělával a střežil.

## Jahve
Některé moderní překlady se však vrátily ke (spíše vokalizovanému tvaru) tetragrammatonu Jahve nebo Jehova, např. 
- Jeruzalémská bible: Bůh Jahve vzal člověka a usadil ho v zahradě Edenu, aby ji obdělával a střežil.
- Překlad nového světa: A Jehova Bůh přistoupil k tomu, aby vzal člověka a usadil ho v zahradě Eden, aby ji obdělával a pečoval o ni.
- Katechismus katolické církve používá formy JHVH.[1]

Ještě „odvážnější“ přístup k používání jména Boha mají svědkové Jehovovi, kteří používají jméno boží (ve formě „Jehova“), neboť to považují za projev důvěrného vztahu a úcty k Bohu.

## Znovu Pán
V reakci na tento trend roku 2008 prefekt Kongregace pro bohoslužbu a svátosti Francis Arinze zakázal užívat toto hebrejské Boží jméno v liturgii a nařídil pokračovat v tradici jeho nahrazování slovem Pán. To se ovšem dotýká jen katolické církve.